# باترسون كلارنس هيوز
باترسون كلارنس هيوز (بالإنجليزية: Paterson Clarence Hughes)‏ (و. 1917 – 1940 م) هو طيار مقاتل أسترالي، ولد في كوما، ويحمل رتبة عسكرية ملازم طيار ‏، توفي في Sundridge, Kent ‏، عن عمر يناهز 23 عاماً.

## الخدمة العسكرية
خدم في سلاح الجو الملكي.

## جوائز
حصل على جوائز منها:
Distinguished Flying Cross (United Kingdom) ‏